# Rosalind
Rosalind es un pueblo ubicado en las praderas del centro de Alberta, Canadá. Se encuentra sobre la Carretera 854, aproximadamente a 120 kilómetros sureste de Edmonton y 30 kilómetros sureste de Camrose, el principal centro comercial más cercano.
El nombre Rosalind se usó por primera vez en 1905 y probablemente sea una fusión de los distritos escolares cercanos Montrose y East Lynne.
Rosalind tiene varias pequeñas empresas, una escuela primaria y secundaria. El pueblo brinda varios servicios municipales a sus residentes, incluida la protección contra incendios.

## Demografía
En el Censo de Población de 2016 realizado por Statistics Canada, la aldea de Rosalind registró una población de 188 habitantes que vivían en 87 de sus 95 viviendas privadas totales, una cambio de -1,1% con respecto a su población de 2011 de 190. Con una superficie de terreno de 0,62 km² (0,2 mi²) , tenía una densidad de población de 303,2/km en 2016.
En el censo de 2011, la aldea de Rosalind tenía una población de 190 habitantes que vivían en 77 de sus 92 viviendas totales, un cambio del 0% con respecto a su población de 2006 de 190. Con un área de terreno de 0,59 km² (0,2 mi²), tenía una densidad de población de 322,0/km en 2011.
La población del pueblo de Rosalind, según su censo municipal de 2009, es de 214.

## Comodidades
Rosalind tiene un salón comunitario que organiza eventos como reuniones familiares y bodas. El pueblo también tiene un campo de hockey y campos de béisbol.